# Косма Этолийский
Косма́ Этоли́йский (греч. Κοσμάς ο Αιτωλός, алб. Kozma Etoliani, в миру Констас, греч. Κώνστας; 1714, ном Этолия и Акарнания, Греция — 24 августа 1779, Берат, Северный Эпир) — священник Константинопольской православной церкви, деятель греческого просвещения XVIII века.
Канонизирован Константинопольской православной церковью в 1961 году.

## Биография

### Первые годы
Родился в семье ткачей в глухой горной деревушке Мегас-Дендрос (некоторые исследователи считают, что в соседней деревне Таксьярхис), недалеко от Термона, ном Этолия и Акарнания и получил имя Констас. Фамилия его нам не известна. В османский период регион пребывал в безграмотности. Во многих деревнях не было ни церквей, ни школ.
Родители Констаса были ткачами. Детство он провёл в бедности. До 20 лет не знал алфавита. Жаждущий знаний Констас обратился сначала к местному священнику Анании. Позднее переехав в село Агиа Параскеви, он продолжил учёбу у учителя Феофана. Здесь он прожил 8 лет, стал помощником Феофана и стал преподавать в селе Лоботина.
В 1743 году на Святой Горе Афон начала свою деятельность Афонская академия. Констас, которому было уже под тридцать, отправился на Афон, где его учителем теологии и философии стал Панайотис Паламас, который придерживался архаических норм греческого языка. Окончив академию, Констас удалился в монастырь Филофей, где принял монашеский постриг с именем Косма, а позднее был хиротонисан во иеромонаха. В монастыре Косма пробыл 2 года. Но монастырская среда была не тем, что искал Косма.

### Просветительская деятельность

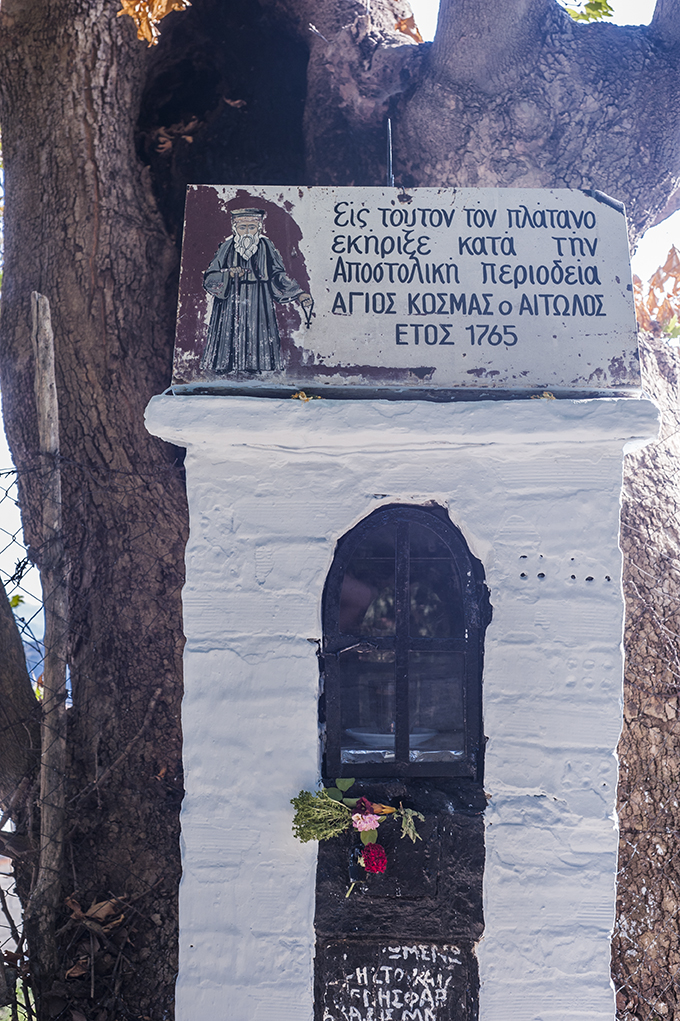
Место, где проповедовал Козьма в фессалийском селе Рапсани.

В 1759 году он оставил монастырь и уехал в Константинополь, где встретился с константинопольским патриархом Серафимом II (занимал престол в 1757—1761 годы), по прозвищу Арнаут, поскольку родом был из Дельвино, Северный Эпир (сегодня — южная Албания). Серафим знал о положении православного населения северо-западных греческих земель, в частности Эпира, о процессе его исламизации и дал разрешение Косме проповедовать Слово Божье. 46-летний Косма начал свой просветительский путь, который сделал его известным и привёл к мученической смерти. Деятельность Космы отличалась от деятельности греческих представителей европейского Просвещения, таких как Мефодиос Антракитис и др. Главной основой его проповедования было православие. Косма призывал православных к созданию греческих школ, но школа рассматривалась Космой как предпосылка, необходимая для продвижения православия. Термин нация (греч. έθνος — этнос), отсутствовал в его проповедях. Вместо него присутствовал более употребляемый церковью термин род (греч. γένος — генос). Для Космы образование было инструментом приобщения к православию.
Обращаясь не только к грекам, но и к носителям албанского и аромунского языков, в своих проповедях он поощрял родителей учить детей греческому языку, который был «языком церкви». Взяв на себя апостольскую миссию, Косма, в отличие от своего учителя Панайотиса Паламаса, не следовал архаическим канонам греческого языка, а обращался к православным на доступном для них разговорном языке той эпохи. В течение 16 лет, пройдя через Фракию, Македонию, Фессалию, Среднюю Грецию, острова Эгейского архипелага и подконтрольные венецианцам Ионические острова, и сконцентрировав к концу деятельности свои усилия на Эпире и Албании, он создал более 100 школ. В конце своей жизни Косма писал своему брату, что создал «только 10 гимназий, преподававших древний диалект и науки, но 200 начальных, для чтения, школ».
В результате деятельности апостолов греческого просвещения, видным представителем которого был Косма, к началу XIX века «От Валахии и Молдавии вплоть до Египта, от города Смирна и до Керкиры, нет ни одного города, нет ни одного острова, где вы не найдёте школы с бесплатным обучением, функционирующей на средства общины».
Кроме простого народа, он стал почитаем и клефтами гор Олимп, Пинд, Аграфа и др. Иногда в своих проповедях, он употреблял термин «желаемое», подразумевая освобождение рода. На проповеди Космы люди собирались тысячами, церкви не могли вместить их. Косма проповедовал в поле, вбив крест в землю, становился на скамью и говорил речь часами. Закончив проповедь Косма уносил с собой скамью, оставляя крест как напоминание о своей проповеди. Кресты, оставленные Космой, сохранялись долгое время, обновлялись, и многие из них сохранились до наших дней. В других случаях на их месте установлены места для поклонения. Уже при жизни, Косма Этолийский именовался в народе новым апостолом.

### Смерть Космы

Художник К. Маламас — Косма Этолийский (Военный музей, Афины)

Проповеди Космы находили отклик не только у православного населения, но и у мусульман. Одновременно Косма вызывал неприязнь у греческой знати, высшего духовенства и торговцев-иудеев, поскольку подрывал их экономические и общественные устои. Косма потребовал от православных прекращения торговли по воскресным дням и перенёс её на субботу, чем вызвал негодование у торговцев иудеев.
В письме своему брату от 2 марта 1779 года Косма писал о своих отношениях с разными группами населения: «Десять тысяч христиан меня любят и один не очень. Тысяча турок меня любят, один не очень. Тысяча евреев хочет моей смерти и только один против».
После поражения начавшегося в связи с действиями российской эскадры (см. Первая Архипелагская экспедиция) восстания 1770 года на Пелопоннесе и в других греческих регионах Косма был среди тех, кто пришёл к выводу, что греческому народу не следует более уповать на помощь извне, а ориентироваться на свои силы. С ещё большим рвением он продолжил свою деятельность, считая, что подъём духовного уровня является предпосылкой будущего освобождения.
После прибытия в Берат, Северный Эпир (ныне южная Албания), Косма был обвинён как русский агент. По этому обвинению он был арестован и повешен в субботу 24 августа 1779 года в селе Коликондаси, недалеко от Берата. Считается, что обвинение, арест и казнь были спровоцированы торговцами — иудеями, терпевшими убытки от деятельности Космы. Греческий философ и писатель К. Плеврис не ограничивается фактом и суммой подкупа иудеями правителя Берата Ахмета Курт-паши, но подчёркивает вражду и ненависть евреев к грекам и христианам. Сегодня большинство современных греческих историков, таких как Д. Фотиадис, не отрицая факта участия иудеев в смерти Космы, ограничиваются в его объяснении их коммерческими мотивами.

## Память
Али-паша Тепеленский, бывший полуавтономным правителем Эпиры, был лично знаком с Космой, считая его святым человеком. Али выразил своё возмущение убийством Космы и сожаление, что не успел спасти его.

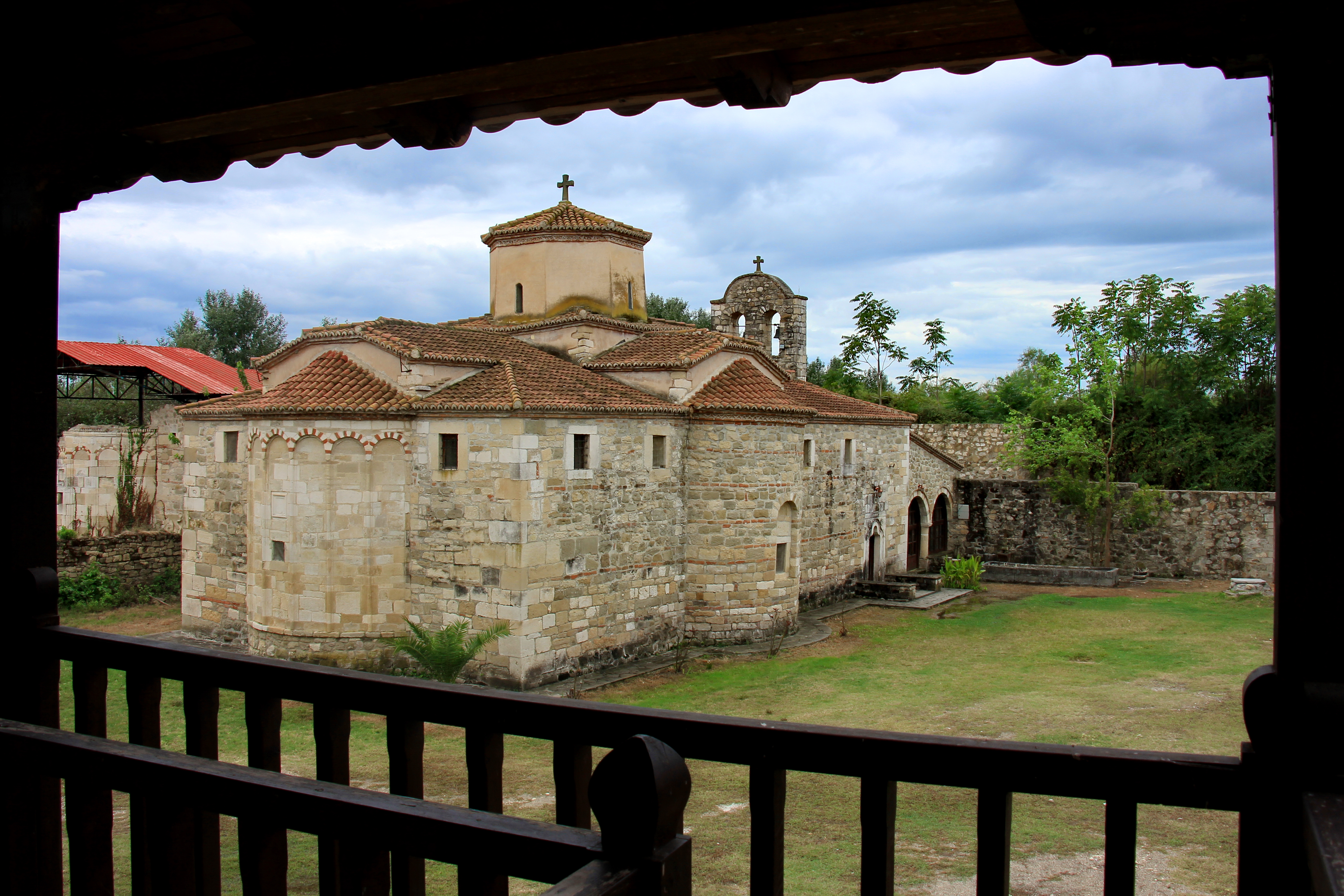
Собор монастыря святого Космы в Колкондаси (1813—1814)

В 1813 году Али-паша, стараясь заручиться поддержкой православных греков в своей борьбе против султана, распорядился построить церковь на месте казни Космы в Колкондаси возле устья реки Семани, где и были захоронены останки Космы.
Косма Этолийский был канонизирован Вселенским патриархатом 20 апреля 1961 года, а память Космы Этолийского отмечается 24 августа — в день когда он принял мученическую смерть.
В 1984 году останки Космы были перенесены в археологический музей албанского города Фиери. Другие мощи святого были перенесены в Собор Благовещения Пресвятой Богородицы (Афины).
В августе 2014 года Албанская православная церковь отпраздновала 300-летие со дня рождения и 235-летие со дня мученической кончины равноапостольного Космы Этолийского. 24 августа (день памяти святого по новому стилю) в монастыре Космы Этолийского в Коликандаси была отслужена Божественная Литургия. На богослужении, которое возглавил архиепископ Тиранский и всей Албании Анастасий, присутствовали все члены Священного Синода Албанской православной церкви. Сотни верующих из разных регионов Албании а также паломники из Греции и других православных стран заполнили соборный храм и внутренний двор обители несмотря на угрозы со стороны албанских националистов, не раз угрожавших совершить нападение на обитель и сорвать мероприятия. В своей проповеди глава Албанской православной церкви архиепископ Анастасий подчеркнул, что «современные христиане многим обязаны святому Косме», ведь именно он «остановил массовые исламизации и спас Православие в этом регионе от полного уничтожения».

## Пророчества
Для греческих историков основной вклад Космы Этолийского — это просвещение народа в эпоху чужеземного ига. Для церкви Косма — святой и мученик, внёсший свой вклад в дело сохранения православия. Но около-церковные круги делают упор на его чудотворные способности и пророчества, вокруг которых образовалась своя специфическая литература.
Некоторые пророчества Космы звучат в начале XXI века удивительно современно. Например, он говорил:
- «Весь мир будет опоясан одной ниткой, люди будут разговаривать из одной дальней местности с другой, например из Константинополя с Россией»;
- «Воры и разбойники не будут более промышлять в горах. Они будут жить в городах, одеваться, как обычные люди, и приходить среди бела дня, чтобы обворовать вас».
- «Придёт время, когда в жилища проникнут бесы под видом небольших коробок, а их рога будут торчать на крышах».

В условиях начавшегося в 2010 году долгового кризиса в Греции совсем иначе воспринимаются такие пророчества Космы:
- «Вам ссудят много денег и потребуют обратно, но не смогут взять»;
- «Вас обложат большим, непереносимым налогом, но не смогут добиться своего».

Рассказывал также Косма Этолийский про железных птиц, которые то мирно летают по небу, а то изрыгают огонь; про несколько деревень, которые размещаются в одном доме; про дьявола, влезшего в ящик и кричащего оттуда; про обилие несъедобной еды…

## Труды

### Издания на русском языке
- Косма Этолийский. Слова / пер. на рус. яз. Александра (Носевича). — М.: Святая Гора, 2009. — 272 с. — ISBN не указан.